# Língua sacapulteca
A língua sacapulteca (ou sacapulteco) é uma língua maia da Guatemala bastante aparentada com o quiché e falada por aproximadamente 40 0000 pessoas no departamento de El Quiché.